# Zosterops stalkeri
El anteojitos de Seram (Zosterops stalkeri) es una especie de ave paseriforme de la familia Zosteropidae endémica de los bosques de la isla de Seram, en Indonesia. Anteriormente, estaba considerada conespecífica con Zosterops minor, pero el trabajo de Pamela C. Rasmussen junto con otros colegas demostró que se trata de especies separadas. Esta misma investigación clarificó el estatus específico del anteojitos de la Sangihe (Zosterops nehrkorni).

## Descripción
En comparación con otras especies relacionadas, este anteojitos tiene el pico más claro, con la base más ancha y hendida. Su anillo ocular (una característico del género) es pequeño y está partido en la parte frontal. En el píleo y los laterales de la cabeza tiene plumas negras, mientras que el resto de sus partes superiores presentan un color verde oliváceo con brillo broncíneo, salvo su obispillo es amarillento como la base de su cola, y su cola que es pardo negruzca. Su pecho, vientre y flancos son de color blanquecino grisáceo en los lados, presenta un tono gris blancuzco. Sus patas son claras y su pico grisáceo.
Los sexos son similares, pero los especímenes más jóvenes presentan un verde más intenso en la zona del cuello y una tonalidad más negra en las plumas de la barbilla. Su canto también difiere de las de otros anteojitos y si bien esta especie es insectívora, también se alimenta de frutas y néctar de varios tipos.